# بالدوين الأول

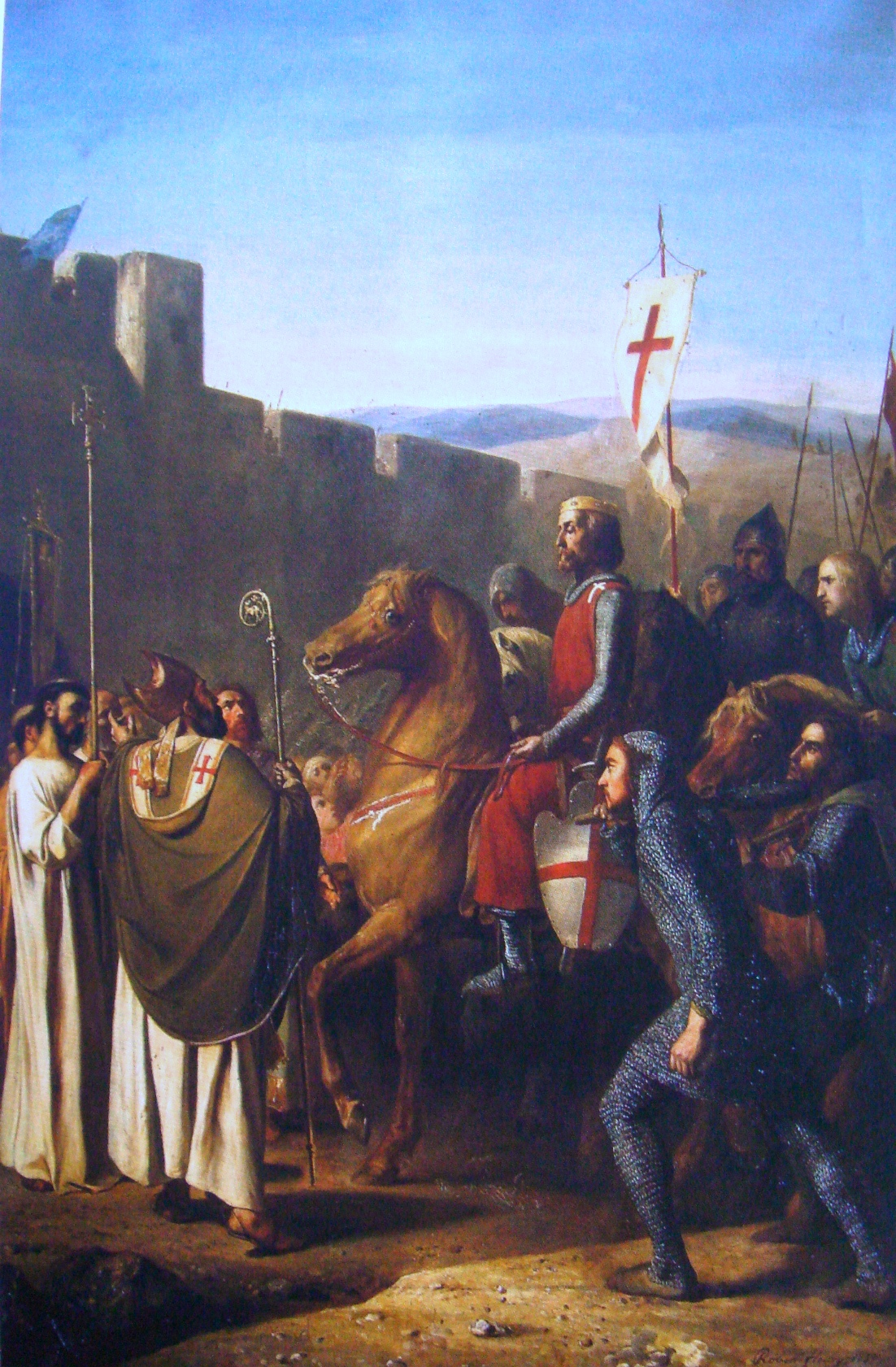
بالدوين الأول

بلدوين الأول أو بَرْدُويل (1058 - 1118) أحد قادة الحملة الصليبية الأولى ومؤسس كونتية الرها وثاني ملوك مملكة بيت المقدس بعد خلافته لأخيه كُندُفري.
أنشأ بلدوين قلعة الشوبك بعد توليه مملكة بيت المقدس وهي أحد أشهر قلاع الصليبيين وأطلق عليها اسم «مونتريال» أي (الجبل الملوكي).